# SH-03A
docomo PRIME series SH-03A（ドコモ プライム シリーズ エスエイチ ゼロ さん エー）は、シャープによって開発された、NTTドコモの第三世代携帯電話（FOMA）端末である。docomo PRIME seriesの端末。

## 概要
SH-01Aとともにdocomo PRIME seriesに属するシャープの端末。SH-01Aがサイクロイド型のAQUOSケータイでSH906iTVの後継機であるのに対し、SH-03Aは回転2軸型でSH906iの後継機にあたる。SH-01Aの兄弟機とも言うことができ、ハードウェア面・ソフトウェア面いずれにも共通点が多い。
ディスプレイは3.0インチフルワイドVGA液晶で、SH906iから引き継がれたタッチパネル（静電容量式）を搭載しているものの、メール作成など利用できない機能がある。
メインカメラとして、SH-01Aと同じAF付きの約800万画素CCDカメラを搭載している（CCDカメラの採用はシャープのドコモ向け機種ではSH904i以来1年半ぶりとなる）。SH-01Aと異なりインカメラはないが、回転2軸機構を利用し、メインカメラを使ってテレビ電話ができる。また、カメラのソフトウェア面の機能はSH-01Aより優れており、通常ポジション・ビューアポジションそれぞれで撮影できるサイズの種類にほぼ制限がないこと（SH-01Aは通常ポジションで撮影できるサイズの種類が限られており、サイクロイドポジションでないと利用できないものがある）、笑顔フォーカスシャッター・振り向きシャッターモードを搭載していることなどがある。
本体部分はカメラユニットの向きが異なることを除いてSH-01Aと同じである。決定キー部分にはシャープの携帯電話では初となる指紋認証センサーが内蔵されており、暗証番号入力の代替手段として利用できる。
パソコンで多く用いられているAXISフォントをプリインストールしている。またiモードでTrueTypeフォントをダウンロードし利用することもできる。
ドコモが同時発表したサービスでは、iコンシェル、iウィジェット、iアプリオンラインの全てに対応している。
| 主な対応サービス                   | 主な対応サービス                                                    | 主な対応サービス                       | 主な対応サービス                                 |
| ---------------------------------- | ------------------------------------------------------------------- | -------------------------------------- | ------------------------------------------------ |
| タッチパネル                       | FOMAハイスピード7.2Mbps                                             | Bluetooth                              | DCMX／おサイフケータイ                           |
| iアプリオンライン／地図アプリ      | 直感ゲーム／メガiアプリ                                             | iウィジェット                          | マチキャラ／iコンシェル                          |
| ホームU／ポケットU                 | GPS／ケータイお探し                                                 | デコメール／デコメ絵文字／デコメアニメ | iチャネル                                        |
| 着もじ／プッシュトーク             | テレビ電話／キャラ電                                                | 電話帳お預かりサービス                 | フルブラウザ                                     |
| おまかせロック／バイオ認証         | 外部メモリーへiモードコンテンツ移行／ユーザーデータ一括バックアップ | トルカ                                 | iC通信／iCお引越しサービス                       |
| きせかえツール／ダイレクトメニュー | バーコードリーダ／名刺リーダ                                        | 2in1※                                  | エリアメール／ソフトウェアーアップデート自動更新 |
| GSM／3Gローミング（WORLD WING）    | 着うたフル／うた・ホーダイ                                          | Music&Videoチャネル／ビデオクリップ    | デジタルオーディオプレーヤー(WMA)(AAC)           |

※BモードのメールはWebメールとなる。

### ワンセグ機能
- EPG（録画予約も可）
- 外部メモリ（microSD）への録画
- 字幕放送
- マルチウィンドウ
- Bluetoothによるワイヤレス音声出力
- 同社液晶テレビ「AQUOS」にも採用されている、映像をより鮮やかに再現する「SV (Super Vivid) エンジン」

## 歴史
- 2008年10月15日 - 技術基準適合証明（TELEC）通過。
- 2008年11月5日 - F-01A・F-02A・F-03A・F-04A・N-01A・N-02A・N-03A・N-04A・P-01A・P-02A・P-03A・P-04A・P-05A・SH-01A・SH-02A・SH-03A・SH-04A・L-01A・HT-01A・HT-02A・Nokia E71・BlackBerry Boldの開発を発表。
- 2008年11月7日 - 電気通信端末機器審査協会（JATE）通過。
- 2008年11月25日 - 連邦通信委員会（FCC）通過。
- 2008年12月14日 - 技術基準適合証明（Bluetooth）通過。
- 2008年12月19日 - 発売開始。

## 不具合
2009年2月3日に以下の不具合の修正がソフトウェアの更新でなされた。
- アラームの繰り返し設定で曜日の指定を行った場合、正しく動作しない場合がある
- 名刺リーダーで名刺を読み込んだ時に住所を取り込めない

2009年5月15日に以下の不具合の修正がソフトウェアの更新でなされた。
- フルブラウザで特定画像を保存しようとすると待受画面に戻る場合がある
- microSDに保存された特定の動画を再生すると、再生途中でフリーズし、再起動する場合がある

2009年5月27日に5月18日から以下の不具合により中断していた2回目のソフトウェアの更新を修正し再開
- ソフトウェア更新後に一部のmicroSDが認識できなくなる場合がある